# Бижи
Бижи́ (каз. Быжы) — станційне селище у складі Коксуського району Жетисуської області Казахстану. Входить до складу Мусабецького сільського округу.
У радянські часи року селище називалось Біже.
Населення — 97 осіб (2021; 84 у 2009, 140 у 1999, 153 у 1989).